# Mohammed Sahraoui
Mohammed Sahraoui, né en 1942 à Casablanca et mort le 10 juin 2016 dans la même ville, est un footballeur international marocain. Il évolue au poste de milieu de terrain ou d'ailier de la fin des années 1950 au milieu des années 1970

## Biographie
International marocain, il est retenu pour participer aux Jeux olympiques de 1964 organisés à Tokyo. Il ne dispute aucun match lors du tournoi olympique.
Le 5 janvier 1969, il joue un match contre le Sénégal rentrant dans le cadre des éliminatoires du mondial 1970 (défaite 2-1).
En club, Mohammed Sahraoui évolue avec le Wydad de Casablanca de 1956 à 1971, avant de rejoindre l'Association des Douanes Marocaines en 1972, puis le Raja Club Athletic en 1974.

## Sélections en équipe nationale

### Les matchs "A"
1. 05/01/1969 Sénégal - Maroc Dakar 2 - 1 Elim. CM 1970
2. 09/02/1969 Maroc - Hongrie Casablanca 1 - 4 Amical

#### Les matchs olympiques
1. 05/11/1967 Casablanca Maroc v Tunisie 1 - 1 Elim. JO 1968

## Palmarès
Wydad AC
- Botola Pro1 (3) :
  - Champion : 1956/57, 1965/66, 1968/69

- Coupe du Trône (1) :
  - Vainqueur : 1970

- Supercoupe du Maroc (4) :
  - Vainqueur : 1957, 1966, 1969, 1970

 Raja CA :
- Coupe du Trône (1) :
  - Vainqueur : 1974